# Lucia Traversa
Lucia Traversa (* 31. Mai 1965 in Rom) ist eine ehemalige italienische Florettfechterin.

## Erfolge
Lucia Traversa erzielte ihre internationalen Erfolge vor allem im Mannschaftswettbewerb. Sie wurde in diesem 1983 in Wien und 1990 in Lyon Weltmeisterin und gewann darüber hinaus eine Silbermedaille und zwei Bronzemedaillen. Bei Europameisterschaften sicherte sie sich 1991 in Bozen die Bronzemedaille im Einzel. Traversa nahm an zwei Olympischen Spielen teil: 1984 in Los Angeles verpasste sie mit der Mannschaft als Vierte knapp einen Medaillengewinn. Vier Jahre darauf in Seoul erreichte sie mit der Mannschaft das Finale gegen Deutschland, das mit 4:9 verloren wurde, und erhielt somit gemeinsam mit Francesca Bortolozzi, Annapia Gandolfi, Margherita Zalaffi und Dorina Vaccaroni die Silbermedaille.